# خوزه ۱۴۲۳
سیارک ۱۴۲۳ (به انگلیسی: 1423 Jose، نامگذاری:1936QM) هزار و چهارصد و بیست و سومین سیارک کشف شده‌است که در ۲۸ اوت ۱۹۳۶ کشف شد.
قدر مطلق سیارک برابر ۱۰٫۵۰ است.